# Левин, Зои
Зо́и Ле́вин (англ. Zoe Levin, род. 24 ноября 1993, Чикаго, Иллинойс, США) — американская актриса. Наиболее известна по роли Кары Содерс в телесериале Fox «Красные браслеты» (2014—2015) и по роли Тиффани Честер в сериале Netflix «Сближение» (2019—2021). В 2013 году снялась в фильмах «Пало-Альто» и «Под урожайным небом».

## Биография
Родилась в Чикаго в еврейской семье и переехала в Гленко, когда ей было 11 лет. Училась в начальной школе в Гленко, затем окончила среднюю школу Нью-Трир.
Начала играть в раннем возрасте и попробовала свои силы в первой профессиональной постановке в возрасте 13 лет. Затем Левин переехала в Лос-Анджелес, где изучала коммуникацию и изящные искусства в университете Лойолы Мэримаунт. Её актерская карьера началась в 2010 году, когда её взяли на роль в фильме Дэвида Швиммера «Доверие». Это произошло благодаря её выступлениям в чикагском театре Looking Glass.
В настоящее время проживает в Чикаго.

## Фильмография
| Год       |     | Русское название        | Оригинальное название      | Роль                  |
| --------- | --- | ----------------------- | -------------------------- | --------------------- |
| 2010      | ф   | Доверие                 | Trust                      | Бриттани              |
| 2011      | мф  | Гавайские каникулы      | Hawaiian Vacation          | Горошинки в стручке   |
| 2012      | кор |                         | Advantage: Wienberg        | Коллин О’Шонесси      |
| 2013      | ф   | Дорога, дорога домой    | The Way Way Back           | Стеф Рэмси            |
| 2013      | с   | Замедленное развитие    | Arrested Development       | старшеклассница №1    |
| 2013      | ф   | Пало-Альто              | Palo Alto                  | Эмили                 |
| 2013      | ф   | Под урожайным небом     | Beneath the Harvest Sky    | Таша                  |
| 2014—2015 | с   | Красные браслеты        | Red Band Society           | Кара Содерс           |
| 2016      | с   | Семейное положение      | Relationship Status        | Либби                 |
| 2018      | ф   | Летние дни, летние ночи | Summer Days, Summer Nights | Лидия                 |
| 2019—2021 | с   | Сближение               | Bonding                    | Тиффани «Тифф» Честер |
| 2021      | ф   | Долгий дом              | The Long Home              | Эмбер Роуз            |
| 2023      | с   | Сантехники Белого дома  | White House Plumbers       | Лиза Хант             |